# Hinohara
Hinohara (檜原村, Hinohara-mura) és un poble i municipi pertanyent al districte de Nishitama, a la metròpolis de Tòquio, a la regió de Kanto, Japó. Hinohara és el municipi amb menys població i l'únic amb consideració de "poble" de tot Tòquio continental (excluïnt les illes).

## Geografia
El poble de Hinohara es troba localitzat a la part més occidental de la regió de Tama, a la meitat oest de Tòquio i envoltat pels monts d'Okutama, per on passa el riu Aki, afluent del riu Tama. Hinohara és l'únic municipi de tot Tòquio que limita amb tres prefectures. El terme municipal de Hinohara limita amb els de Hachiōji i Akiruno a l'est, amb Okutama al nord i amb Sagamihara, pertanyent a la prefectura de Kanagawa i Uenohara, a la prefectura de Yamanashi, al sud.

## Història
Fins a la fi del període Tokugawa, l'àrea on actualment es troba el municipi de Hinohara va pertànyer a l'antiga província de Musashi. Després de la restauració Meiji, a la reforma cadastral del 22 de juliol de 1878, la zona va formar part del districte de Nishitama, part aleshores de la prefectura de Kanagawa. El poble de Hinohara va ser creat l'1 d'abril de 1889 amb l'establiment de la llei de municipis. L'1 d'abril de 1893, tot el districte amb els seus municipis va passar a ser part de l'antiga prefectura de Tòquio.

## Demografia
| 1920  | 1930  | 1940  | 1950  | 1960  | 1970  | 1980  |
| ----- | ----- | ----- | ----- | ----- | ----- | ----- |
| 5.389 | 5.513 | 5.693 | 6.373 | 5.650 | 5.036 | 4.230 |
| 1990  | 2000  | 2010  | 2020  | 2030  | 2040  | 2050  |
| 3.808 | 3.256 | 2.555 | 1.975 | -     | -     | -     |

## Transport

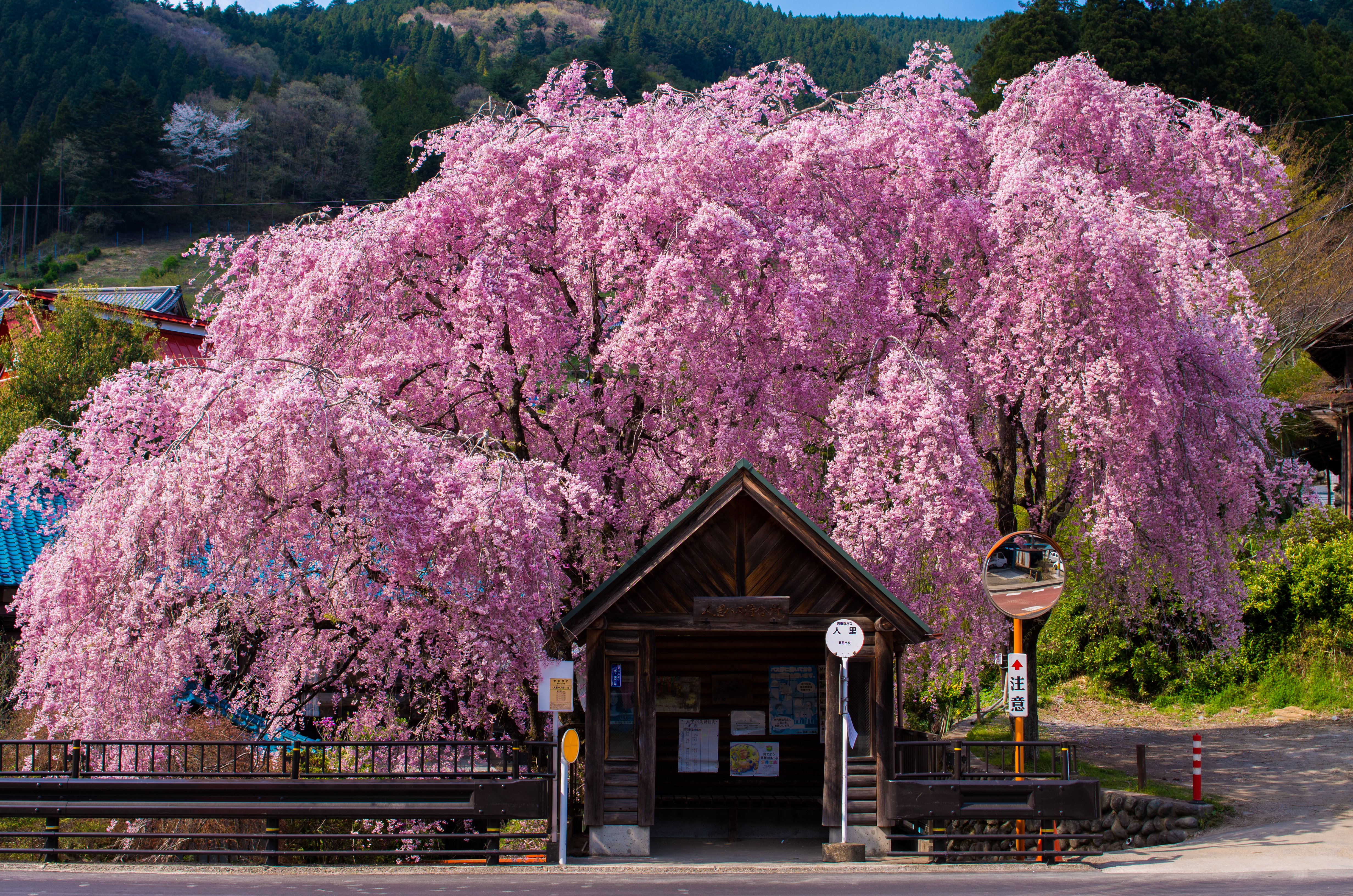
Parada de bus a Hinohara

### Ferrocarril
Al terme municipal de Hinohara no hi ha cap estació de ferrocarril. No obstant això, existeix un servei d'autocar que va des del poble fins a l'estació de Musashi-Itsukaichi, a la ciutat d'Akiruno.

### Carretera
Pel terme municipal de Hinohara no hi passa cap autopista ni carretera nacional, només vies d'àmbit prefectural propietat del Govern Metropolità de Tòquio.